# (13020) 1988 PW2
(13020) 1988 PW2 est un astéroïde de la ceinture principale d'astéroïdes découvert en 1988.

## Description
(13020) 1988 PW2 a été découvert le 10 août 1988 à l'observatoire de Siding Spring, situé près de Coonabarabran, en Nouvelle-Galles du Sud, en Australie, par Robert H. McNaught.

### Caractéristiques orbitales
L'orbite de cet astéroïde est caractérisée par un demi-grand axe de 2,99 UA, un périhélie de 2,88 UA, une excentricité de 0,04 et une inclinaison de 10,59° par rapport à l'écliptique. Du fait de ces caractéristiques, à savoir un demi-grand axe compris entre 2 et 3,2 UA et un périhélie supérieur à 1,666 UA, il est classé, selon la JPL Small-Body Database, comme objet de la ceinture principale d'astéroïdes.

### Caractéristiques physiques
(13020) 1988 PW2 a une magnitude absolue (H) de 13,4 et un albédo estimé à 0,287.